# Sakan Kusainow
Sakan Kusainowicz Kusainow (ros. Сакан Кусаинович Кусаинов, ur. 25 października?/7 listopada 1917 w aule nr 15 w obwodzie akmolińskim, zm. 1989) – radziecki kazachski działacz państwowy i partyjny, Bohater Pracy Socjalistycznej (1973).

## Życiorys
Od 1943 należał do WKP(b), w 1958 ukończył Wyższą Szkołę Partyjną w Ałma-Acie, od 1965 do stycznia 1917 zajmował stanowisko przewodniczącego Komitetu Wykonawczego Karagandzkiej Rady Obwodowej. Od stycznia 1971 do stycznia 1978 I sekretarz Komitetu Obwodowego KPK w Turgaju, w latach 1978–1981 I sekretarz Komitetu Obwodowego KPK w Tałdy-Kurganie, 1976–1981 zastępca członka KC KPZR, od 1981 na emeryturze.

## Odznaczenia
- Medal Sierp i Młot Bohatera Pracy Socjalistycznej (1973)
- Order Lenina
- Order Rewolucji Październikowej
- Order Czerwonego Sztandaru Pracy

I medale.